# Ван Лопінь
Ван Лопінь (王洛宾, 28 грудня 1913 —14 березня 1996) — китайський композитор-пісняр.

## Життєпис
Народився 28 грудня 1913 року у Пекіні. Коли Ван почав вчитися в початковій школі в Китаї розгорнувся «Рух за нову культуру», тому Ван Лопінь навчився співати багато популярних пісні для дітей, разом з тим він почав слухати західну музику. У 1924 році Ван Лопінь вступив в місіонерську школу повіту Тунсянь, де долучився до музики. У 1931 році він почав вчитися на спеціальному художньому курсі Педагогічного училища Пекіна. У той час Ван був зарахований учнем в клас міс Хорват за фахом піаніно і вокал.
У 1937 році Ван Лопінь взяв участь у самодіяльному колективі північно-західного військового гарнізону Китаю, який очолила відома письменниця Дін Лін. У той період Ван Лопінь написав пісні: «Велике прання», «Фронтовик», «Звуки Фенлінду» та інші. Навесні 1938 року письменник Сяо Цзюн, поет Сай Ке, музиканти Ван Лопінь і Чжу Нансін були направлені в Сіньцзян-Уйгурський автономний район для освоєння та будівництва західного Китаю. На заході Китаю Ван Лопінь активно слухав народні сіньцзянські пісні, мелодії яких його просто вразили. Якось один уйгурський шофер наспівав Ван Лопіню мотив однієї народної пісні, що існувала в Турфанському районі, під назвою «Місто Дабаньчен». Ця красива і завзята мелодія одразу ж привернула увагу Ван Лопіня. Він запам'ятав мелодію, попросив перекласти слова пісні, а потім аранжував її. Після аранжування нова пісня стала носити назву «Пісня про візника». Створення цієї пісні є переломним моментом у творчому житті Ван Лопіня.
Після цього, Ван Лопінь використовував всі можливості для поповнення своєї колекції народних сіньцзянських пісень. Завдяки багаторічним зусиллям, він написав і аранжував велику кількість пісень різних національностей Китаю. Ці аранжування мають високу наукову цінність. Таким чином він переробив уйгурські народні пісні «Відкину червону хустку», «Танці Кашгара», «Танці молодих», «Луна», «Ї Ла-ла», казахські пісні «Бродяга», «Чекаю тебе завтра», "Серед отар я сумую за тобою ", «Маїр», «Сутінковий серпанок», «Сутінки» та інші. Всі ці пісні мають ліричний співучий характер. Досі ці пісні мають високу естетичну цінність.
На основі зібраних народних пісень та їх систематизації, Ван Лопінь поклав на музику багато простонародних мелодій. Наприклад, популярна класична пісня «Те далеке місце» була записана і аранжована Ван Лопінєм за мотивами відомої казахської народної пісні «Біле чоло». Пісня «Те далеке місце» спочатку мала популярність у районах пров. Ґаньсу і пров. Цинхай, а потім швидко поширилася по всьому Китаю, і в наші дні ця пісня відома багатьом.